# Episodi di Rick and Morty (settima stagione)
La settima stagione della serie animata Rick and Morty, composta da 10 episodi, è stata trasmessa negli Stati Uniti, da Adult Swim, dal 15 ottobre al 17 dicembre 2023.
In Italia la stagione è stata interamente pubblicata dal servizio di video on demand Netflix, l'8 febbraio 2024.
A partire da questa stagione, dopo il licenziamento di Roiland, il ruolo di Rick Sanchez è stato affidato a Ian Cardoni, mentre quello di Morty Smith a Harry Belden.
| nº | Titolo originale                   | Titolo italiano                            | Prima TV USA     | Pubblicazione Italia |
| -- | ---------------------------------- | ------------------------------------------ | ---------------- | -------------------- |
| 1  | How Poopy Got His Poop Back        | Benvenuto in Paradiso, Buchetto            | 15 ottobre 2023  | 8 febbraio 2024      |
| 2  | The Jerrick Trap                   | Jerricky in trappola                       | 22 ottobre 2023  | 8 febbraio 2024      |
| 3  | Air Force Wong                     | Air Force Wong                             | 29 ottobre 2023  | 8 febbraio 2024      |
| 4  | That's Amorte                      | That's Amorte                              | 5 novembre 2023  | 8 febbraio 2024      |
| 5  | Unmortricken                       | Morty lo spietato                          | 12 novembre 2023 | 8 febbraio 2024      |
| 6  | Rickfending Your Mort              | Rick and Morty, prossima fermata: paradiso | 19 novembre 2023 | 8 febbraio 2024      |
| 7  | Wet Kuat Amortican Summer          | Wet Kuat Amortican Summer                  | 26 novembre 2023 | 8 febbraio 2024      |
| 8  | Rise of the Numbericons: The Movie | Il destino dei Numericoni: Il film         | 3 dicembre 2023  | 8 febbraio 2024      |
| 9  | Mort: Ragnarick                    | Mort: Ragnarick                            | 10 dicembre 2023 | 8 febbraio 2024      |
| 10 | Fear No Mort                       | Fear no Mort                               | 17 dicembre 2023 | 8 febbraio 2024      |

## Benvenuto in Paradiso, Buchetto
- Titolo originale: How Poopy Got His Poop Back
- Diretto da: Lucas Gray
- Scritto da: Nick Rutherford

### Trama
Mr. Buchettoperpopò rimane a casa Smith dopo il divorzio da Amy, ma la famiglia Smith si stanca del suo alcolismo incontrollato e ordina a Rick di risolvere il problema. Rick riunisce i suoi amici Rotella, Squanchy, Persuccello e Gene per organizzare un intervento. Invece di intervenire, Rick e i suoi amici finiscono per festeggiare con Mr. Buchettoperpopò e alla fine vengono raggiunti da Hugh Jackman. Tuttavia, Mr. Buchettoperpopò non riesce ancora a smettere di pensare ad Amy e suo figlio, quindi convince Rick e i suoi amici a cercare di ricucire la loro relazione. Sono scioccati nello scoprire che Amy ha una relazione con Gul'karna, un investigatore privato Predator assunto da Mr. Buchettoperpopò per spiarla. Mr. Buchettoperpopò tenta di rapire suo figlio mentre Rick e i suoi amici picchiano Gul'karna. Tuttavia, Mr. Buchettoperpopò si rende conto che sta dando un terribile esempio a suo figlio e lo restituisce ad Amy e Gul'Karna. Successivamente, Mr. Buchettoperpopò decide di smaltire la sbornia e di allontanarsi da Amy mentre Rick e i suoi amici si separano ancora una volta.
- Guest star: Beck Bennett (sceriffo), Hugh Jackman (se stesso).
- Ascolti USA: telespettatori 420 000[6]

## Jerricky in trappola
- Titolo originale: The Jerrick Trap
- Diretto da: Kyounghee Lim
- Scritto da: Albro Lundy e James Siciliano

### Trama
Dopo che Rick e Jerry discutono sul fatto che Rick sia nato intelligente, Rick scambia le loro menti per dimostrare la sua tesi. Rick nel corpo di Jerry si suicida per l'orrore, mentre Jerry nel corpo di Rick si uccide accidentalmente con i miglioramenti cibernetici di Rick. Il robot medico di Rick li guarisce, ma il processo finisce per far sì che sia Rick che Jerry posseggano metà del cervello dell'altro, fondendo le loro personalità. Nel frattempo, Morty viene catturato da gangster alieni che si rendono conto del loro errore e si scusano con Rick. Il mezzo Rick e il mezzo Jerry vanno a prendere Morty, ma i loro battibecchi fanno sì che i gangster percepiscano la debolezza e attacchino il trio. Riescono a combattere per tornare a casa, ma il mezzo Rick e il mezzo Jerry si rendono conto di essere più felici così come sono ora e scappano per andare all'avventura insieme, dandosi il nome di Burger e Fries. Quando i gangster rapiscono Morty, Beth e Summer, Burger e Fries si rendono conto di essere ancora responsabili delle loro famiglie. Uniscono i loro corpi nell'essere composito Jerricky e li salvano. In seguito, la famiglia Smith costringe Jerricky a separarsi di nuovo nei normali Rick e Jerry, che tornano a bisticciare tra loro.
- Ascolti USA: telespettatori 470 000[7]

## Air Force Wong
- Titolo originale: Air Force Wong
- Diretto da: Jacob Hair
- Scritto da: Alex Rubens

### Trama
Il Presidente Andre Curtis convoca Rick, chiedendogli di infiltrarsi in Virginia con il sospetto che l'intera popolazione si sia unita a un culto. Tuttavia, il Presidente ordina a Rick di portare con sé la sua terapeuta, la dottoressa Helen Wong, facendo sospettare a Rick che il Presidente Curtis voglia uscire con lei. Quando il Presidente Curtis e Rick entrano in Virginia, scoprono che l'intero Stato è stato conquistato da Unità, vecchia fiamma di Rick, preoccupata per la caccia di quest'ultimo a Rick Prime. Unità si convince ad andarsene e la dottoressa Wong rompe con il Presidente Curtis, affermando che deve superare la sua ossessione per l'approvazione di tutti. Il Presidente Curtis alla fine cede sotto la pressione e dirotta la mente alveare della Virginia per sé, diffondendo l'infezione in tutto il mondo per soddisfare il suo desiderio di ottenere il 100% di approvazione. Rick chiede l'aiuto del dottor Wong per convincere l'Unità a fermare il Presidente Curtis e questi accetta di aiutarlo a rimuovere tutti gli umani infetti dalla mente alveare. Più tardi, Rick fa visita al Presidente Curtis, dove quest'ultimo prende in considerazione l'idea di sottoporsi a una terapia.
- Guest star: Keith David (presidente degli Stati Uniti), Christina Hendricks (Unità), Susan Sarandon (dottoressa Wong).
- Ascolti USA: telespettatori 360 000[8]

## That's Amorte
- Titolo originale: That's Amorte
- Diretto da: Lucas Gray
- Scritto da: Heather Anne Campbell

### Trama
Rick serve alla famiglia degli spaghetti, che Morty scopre accidentalmente provenire dal corpo di una persona. Rick mostra a Morty un pianeta in cui i corpi delle persone si trasformano negli spaghetti più deliziosi dell'universo se si suicidano, ma non se muoiono in altro modo. Sentendosi in colpa, Morty partecipa al funerale della persona che ha mangiato e rivela la verità agli abitanti del pianeta. In seguito, il presidente del pianeta legalizza il suicidio e trasforma il pianeta in una distopia cupa e deprimente per incoraggiare più persone a suicidarsi, in modo da poter vendere gli spaghetti sul mercato interplanetario, che si rivelano così popolari da non riuscire a produrne abbastanza per soddisfare la domanda. Rick tenta di produrre in massa dei cloni da cui attingere gli spaghetti, con esito disastroso. Tenta poi di produrre in massa torsi artificiali senza testa e con un braccio solo da cui ricavare gli spaghetti, ma la fabbrica viene attaccata da due gruppi di kamikaze. Infine, fa suicidare un ultimo malato terminale in una trasmissione in diretta e trasmette l'intera vita dell'uomo, facendo capire a tutti gli orrori che stanno commettendo, allontanando tutti dagli spaghetti. Più tardi, Rick serve alla famiglia la bistecca alla Salisbury, avvertendo che anche la sua origine è orribile. La famiglia se la ride, contenta di rimanere all'oscuro della sua origine.
- Ascolti USA: telespettatori 440 000[9]

## Morty lo spietato
- Titolo originale: Unmortricken
- Diretto da: Jacob Hair
- Scritto da: Albro Lundy e James Siciliano

### Trama
L'episodio si apre mostrando il retroscena di Morty malvagio; stanco delle avventure avvilenti con il suo Rick, Morty malvagio gli ha impiantato dei dispositivi per controllarlo, dando origine alle sue azioni nel corso della serie. Il suo pacifico ritiro fuori dalla Curva Finita Centrale viene interrotto dalla ricerca di Rick Prime da parte di Rick e Morty. Morty malvagio affronta Rick e Morty e tutti e tre vengono catturati da Rick Prime, insieme ad altri Rick le cui mogli sono state uccise da lui. Dopo essere sopravvissuti a un incontro di gladiatori con gli altri Rick, trovano Rick Prime e scoprono che ha costruito il "Dispositivo Omega", una macchina in grado di cancellare chiunque da ogni universo, utilizzata per cancellare la moglie di Rick. Rick Prime mostra ai tre la potenza della sua macchina cancellando dagli universi Moviolone. Morty malvagio, riesce a rendere vulnerabile Rick Prime dopo essersi finto il suo Morty, ruba e disattiva il Dispositivo Omega prima di permettere a Rick di picchiare a morte Rick Prime. Quando Rick e Morty tornano a casa, Rick sente di aver perso il suo scopo dopo aver finalmente ucciso Rick Prime.
- Ascolti USA: telespettatori 460 000[10]

## Rick and Morty, prossima fermata: paradiso
- Titolo originale: Rickfending Your Mort
- Diretto da: Jacob Hair
- Scritto da: Cody Ziglar

### Trama
Dato che Rick non ha voglia di affrontare alcuna avventura dopo l'uccisione di Rick Prime, Morty cerca di incoraggiarlo incassando le sue Carte Avventura Morty. Sospettando che Morty possa aver mentito sul numero di avventure che hanno vissuto, Rick chiede l'aiuto di una roccia aliena onnisciente chiamata Osservatore per controllare le Carte Avventura. Mentre l'Osservatore mostra loro le varie avventure passate, Rick e Morty si stufano del fatto che tratti le loro vite come un filmato e gli dicono di andarsene. Tuttavia, l'Osservatore ritorna e inizia a tormentare l'intera famiglia Smith mostrando i filmati dei loro momenti più imbarazzanti. Morty perde le staffe e colpisce l'Osservatore, uccidendolo per errore e scatenando l'ira degli altri Osservatori che li mettono sotto processo per stabilire se sono buoni o cattivi. Gli Osservatori fanno quindi delle argomentazioni legali basate sulle imprese passate di Rick e Morty prima di condannarli a morte. In risposta, Rick hackera la loro tecnologia di osservazione e dimostra che gli Osservatori abusano regolarmente dei loro poteri per scopi egoistici, facendo sì che gli Osservatori si attacchino a vicenda. Rick e Morty fuggono nella confusione e Rick decide di portare Morty in una nuova avventura.
- Guest star: Maria Bamford (Churry), Ryan Hansen (Osservatori).
- Ascolti USA: telespettatori 400 000[11]

## Wet Kuat Amortican Summer
- Titolo originale: Wet Kuat Amortican Summer
- Diretto da: Kyounghee Lim
- Scritto da: Alex Song-Xia

### Trama
Summer ottiene un "cursore degli attributi" da Rick che le permette di cambiare i suoi attributi fisici che intende utilizzare per impressionare i suoi amici a una festa. Tuttavia, Morty diventa geloso e cerca di rubare il cursore degli attributi, facendoli cadere entrambi nella piscina. L'acqua manda in cortocircuito il cursore degli attributi che fonde insieme i corpi di Summer e Morty e Morty diventa un "Kuato". Summer viene ridicolizzata dai suoi amici e Rick si rifiuta di invertire gli effetti a meno che non faccia i lavori domestici per lui. Invece, Summer frequenta una discoteca esclusivamente per possessori di Kuatos come lei, organizzata da un uomo di nome Kenneth. Tuttavia, Kenneth sta effettivamente gestendo un giro di traffico di Kuato e ruba Morty. Summer e Rick si riuniscono entrambi e Summer usa la sua connessione psichica Kuato per localizzare Morty sullo yacht di Kenneth. Dopo una breve battaglia, Rick getta Kenneth in mare per annegare e regala il robot camminatore di quest'ultimo a Morty. Più tardi, Morty usa il suo robot camminatore per vincere il torneo frolf della sua scuola, permettendo a Summer di guadagnarsi nuovamente il rispetto dei suoi compagni di classe.
- Ascolti USA: telespettatori 489 000[12]

## Il destino dei Numericoni: Il film
- Titolo originale: Rise of the Numbericons: The Movie
- Diretto da: Lucas Gray
- Scritto da: Rob Schrab

### Trama
Continuando dalla scena post-credit di Sbrachiamoci insieme, Water-T combatte l'invasione dei Numbericon sul suo pianeta natale. Avendo ereditato un ciondolo chiamato "I dell'Armonia" dal defunto padre Magma-Q, Water-T decide a malincuore di consultare il suo vecchio insegnante di matematica, il signor Goldenfold, in merito all'equazione matematica scritta su di esso. Tuttavia, il Numbericon Sinistar-7 rintraccia Water-T, costringendolo a fuggire portando con sé Goldenfold e Morty. Goldenfold riesce a decifrare l'equazione per scoprire la posizione del mitico pianeta E-10, la presunta casa del dio che ha creato le Lettere. Sinistar-7 attacca di nuovo, facendo precipitare su E-10 sia lei che il gruppo di Water-T. Sulla superficie. Water-T e Sinistar-7 sono inizialmente ostili, ma alla fine si innamorano fino all'arrivo del padre di Sinistar-7, l'Imperatore Dreadnaught, che cattura tutti. Tuttavia, la spia dell'Imperatore Dreadnaught, Numero Otto (che si spacciava per S), lo tradisce e ruba per sé il potere della "I dell'Armonia", diventando Infinito. Impazzito per il potere, Infinito uccide l'Imperatore Dreadnaught e inizia a massacrare sia gli Alfabetisti che i Numbericon. Water-T usa il potere del rap per unire gli Alfabetiani e i Numbericon contro Infinity e lo spirito di Magma-Q lo trasforma in Magma-T. Magma-T e Sinistar-7 usano poi il loro amore per alimentare la "I dell'Armonia" e distruggere Infinito. Alla fine, Morty scopre una nuova passione per la matematica e Magma-T consegna finalmente i suoi compiti arretrati a Goldenfold.
- Guest star: Ice-T (Magma-Q), Keith David (presidente degli Stati Uniti), Peter Serafinowicz (8/Infinito).
- Ascolti USA: telespettatori 380 000[13]

## Mort: Ragnarick
- Titolo originale: Mort: Ragnarick
- Diretto da: Kyounghee Lim
- Scritto da: Jeremy Gilfor e Scott Marder

### Trama
Dopo aver ucciso Jerry in un esperimento, Rick scopre che l'aldilà esiste e possiede una quantità infinita di energia. Rick e Morty si recano in Norvegia per entrare nel Valhalla, ma si fa uccidere da Bigfoot perché deve essere ucciso da un grande guerriero per potervi accedere. Rick entra nel Valhalla per raccogliere l'energia, ma Morty arriva dopo essere stato ucciso da Bigfoot. I vichinghi, credendo che i due siano delle streghe, attaccano Rick finché lui non li convince di essere Odino. Nel frattempo, Bigfoot insegue un clone ferino di Rick per poi essere catturato dal Papa che lo usa per uccidere tutti i nemici della Chiesa. Quando Rick e Morty tornano, Bigfoot fa un accordo con loro per fermare il Papa. Il Papa, avendo ottenuto l'energia dall'Aldilà, li uccide, ma loro si rianimano usando l'Operazione Fenice, facendo diventare Bigfoot un umano nel processo. Dopo aver fallito nel tentativo di fermare il Papa con l'aiuto dei mostri della Universal, Rick inganna i Vichinghi per fargli staccare la spina dell'energia dopo la loro fuga, privando il Papa dei suoi poteri. Dopo aver intrappolato il Papa in una Pokéball, Rick e Morty rispediscono Bigfoot nel bosco, nonostante sia ormai umano.
- Guest star: Maria Bamford (nonna Smith).
- Ascolti USA: telespettatori 290 000[14]

## Fear no Mort
- Titolo originale: Fear No Mort
- Diretto da: Eugene Huang
- Scritto da: Heather Anne Campbell

### Trama
Rick e Morty scoprono che, dopo tutte le loro esperienze, non c'è più nulla che possa spaventarli o sorprenderli. Vengono poi avvicinati da un uomo in giacca e cravatta che offre loro un'esperienza davvero terrificante, portandoli in un "Buco della Paura" situato in un bagno della Denny's. Morty decide di lanciarsi per affrontare le sue paure, solo che Rick gli salta dietro per salvarlo dai mostri. Al ritorno a casa, un Rick alternativo porta una Dianne ancora in vita agli Smith prima di morire. Rick e Morty si rendono conto che sono ancora nel Buco della Paura. Tuttavia, non importa quante volte sembrino lasciare il Buco della Paura non ne sfuggono mai veramente. Dopo un tentativo di fuga, Rick afferma con disinvoltura che Morty è insostituibile, il che fa capire a Morty che non sta parlando con il vero Rick e che Rick non lo ha mai seguito nel Buco della Paura fin dall'inizio. Morty si rende conto che la sua vera paura è che Rick lo lasci. Dopo aver superato la sua vera paura, Morty riesce finalmente a scappare dal Buco della Paura. Rick è tentato di tuffarsi lui stesso dopo aver sentito parlare di Dianne, ma alla fine decide di non farlo e lascia dietro di sé una foto di Morty per commemorare la sua conquista del Buco della Paura.
- Guest star: Liev Schreiber (uomo del "Buco della Paura").
- Ascolti USA: telespettatori 450 000[15]